# Nosečnost in starševstvo na delovnem mestu
Nosečnost in starševstvo na delovnem mestu postaja pogost vzrok za diskriminacijo in nepravično ravnanje z delavci. Kariera in poklicna uspešnost postajata vse pomembnejša vrednota in prioriteta. Delodajalci raje zaposlujejo ženske brez otrok ali želijo, da ženska vsaj nekaj let po zaposlitvi ne načrtuje družine. Zanimiv vpliv na odnose na delovnem mestu raziskovalci opažajo tudi pri moških, ki se bolj aktivno vključujejo v skrb za otroke.

## Diskriminacija nosečnic
Raziskave kažejo, da okvirno 90% žensk zanosi v obdobju, ko so zaposlene, kar pomeni, da se morajo soočiti z materinsko vlogo v kontekstu dela. V zadnjih 15 letih se je diskriminacija zaradi nosečnosti v delovnih organizacijah povečala za kar 40% odstotkov. Diskriminacija ima lahko izjemno velik vpliv na kvaliteto življenja zaposlene nosečnice. Kaže se v ekonomski neenakosti, odpuščanju in onemogočanju napredovanja. Noseče delavke so pogosto deležne tudi podcenjevanja, ki se kaže v izključevanju iz pomembnih sestankov, nalagajo jim manj pomembne naloge in ne upoštevajo njihovega mnenja ipd. Študije kažejo, da se do zaposlenih žensk, ki zanosijo, nadrejeni obnašajo bolj nesramno oziroma prisiljeno prijazno in o njih ustvarjajo stereotipe. Nosečnost na delovnem mestu postaja neke vrste stigma.
Posledično vse več žensk na samem začetku nosečnost na delovnem mestu skriva kolikor dolgo je le mogoče. Pogosta posledica je izolacija in izogibanje sodelavcem ter nadrejenim, ki bi lahko kakorkoli ugotovili, da je zaposlena noseča. Nosečnice se tako soočajo tudi z veliko količino stresa, negotovosti, skrbi, pojavlja se anksioznost in depresivnost, imajo občutek, da se lahko vse v trenutku sesuje. 
Ker se nosečnice zavedajo, da bodo nadrejeni in sodelavci verjetno spremenili pogled na njih, začnejo izvajati številna kompenzatorna vedenja. To pomeni, da vlagajo neizmerno več napora, da bi ohranile enak tempo dela, se še bolj trudijo za kakovost svojih izdelkov, skrajšujejo materinski dopust, ne izkoristijo in se odpovejo ugodnostim, ki jim v nosečnosti pripadajo. Vse to z namenom, da bi dokazale, da so enakovredne in da bi se izognile negativnim kariernim posledicam.

## Starševstvo na delovnem mestu in diskriminacija

### Materinstvo
Pričakuje se, da bo ženska po rojstvu otroka sprejela glavni del skrbi za otroka, kar je skladno s tradicionalno vlogo ženske, z rojstvom otroka pa je vsaj v nekaterih državah deležna tudi posebnih ugodnosti in pravnega varstva. Delodajalci delavke, ki nimajo otrok veliko manj cenijo kot tiste, ki otrok nimajo. Slednje glede na raziskave med delodajalci veljajo za najbolj kompetentne uslužbence, saj jih zaznavamo kot popolnoma predane in požrtvovalne. Pripravljene so se odpovedati družini v zameno za karierni uspeh. S tem, da ženska ne želi imeti otrok, ni nič narobe, težava pa se pojavi pri materah, ki morajo zaradi družine sprejeti številne negativne posledice. 

#### "Mommy brain"
Pojavljati se je začel izraz »mommy brain«, ki se nanaša na to, da ženska, ki dobi/ima otroka, ne more biti več tako uspešna na delovnem mestu kot prej, saj sedaj njena pozornost ni več usmerjena zgolj na delo, zato sodelavci ne morejo popolnoma računati nanjo in na njeno prisotnost, saj je njena primarna naloga zadovoljevanje otrokovih potreb. Posledično se pojavljajo številne poklicne kazni in nepravičnosti. Za zaposlene mame veljajo stereotipi o nekompetentnosti in manjših sposobnostih za delo, hkrati pa so jim veliko težje dosegljiva razna napredovanja in poslovne priložnosti, ne glede na njihove dosežke in uspehe na delovnem mestu.

#### "Mommy tracking"
Izraz predstavlja pojav karierne poti, ki mamam nudi dodatne ugodnosti, kot je fleksibilen delavnik, ne rabijo delat ponoči, vendar se v zameno odpovejo napredovanju. Lahko pa se navezuje tudi na karierno pot, kjer se mam ne fokusira toliko na delo, temveč na prvo mesto postavi svoje otroke.

### Očetovstvo
Drugačna prepričanja in stereotipi se pojavljajo pri moških. Ko moški dobi otroka, velja, da se bo svojemu delu še bolj posvečal, bil bolj predan in delaven, saj je njegova naloga, da domov prinaša denar, sedaj še pomembnejša. Hkrati so na večini delovnih mest bolj zaželeni moški, ki imajo otroke, saj jih zaznavajo kot bolj tople, sodelovalne, kompetentne in primerne za napredovanje. To velja dokler izpolnjujejo kriterije tradicionalne vloge očeta. Izkazalo se je, da so očetje, ki grejo na očetovski dopust oz. aktivno skrbijo za otroke in dom, deležni podobne stigmatizacije in ovir na delovnem mestu, kot smo jih prej našteli pri zaposlenih mamah. 
Moški so v takem primeru deležni posmehovanja, označujejo jih za manj možate, poženščene in manj kompetentne. V veliko manjšem deležu kot pri ženskah se pojavlja odpust, vendar pa beležijo podobno znižanje možnosti za napredovanje. Raziskave so pokazale tudi, da moški, ki so bili kdaj na očetovskem dopustu oz. so bili nezaposleni, da so skrbeli za gospodinjstvo, kasneje zaslužijo pomembno manj. 
V ZDA in ponekod drugod po svetu so te težave močno prisotne in imajo tudi številne slabe posledice (zapleti v nosečnosti, splavi, depresivnost, odpuščanja, nestabilne zaposlitve, izsiljevanje). 

## Varstvo nosečnic in staršev na delovnem mestu
V Sloveniji poskušamo tovrstne nepravičnosti reševati z ustrezno zakonodajo. Zakon o delovnih razmerjih v skupino delavcev, ki potrebujejo posebno varstvo štejejo tudi noseče ženske, doječe matere in starši (182. - 189. člen).

### Določila Zakona o delovnih razmerjih

#### Splošno[3]
1. Delavci imajo zaradi nosečnosti in starševstva pravico do posebnega varstva v delovnem razmerju.
2. V primeru spora v zvezi z uveljavljanjem posebnega varstva zaradi nosečnosti in starševstva po tem zakonu, je dokazno breme na strani delodajalca.
3. Delodajalec mora delavcem omogočiti lažje usklajevanje družinskih in poklicnih obveznosti.

#### Varstvo podatkov v zvezi z nosečnostjo[3]
V času trajanja delovnega razmerja delodajalec ne sme zahtevati ali iskati kakršnihkoli podatkov o nosečnosti delavke, razen če to sama dovoli zaradi uveljavljanja pravic v času nosečnosti.

#### Prepoved opravljanja del v času nosečnosti in v času dojenja[3]
- V času nosečnosti in ves čas, ko doji otroka, delavka ne sme opravljati del, ki bi lahko ogrozila njeno zdravje ali zdravje otroka zaradi izpostavljenosti dejavnikom tveganja ali delovnim pogojem, ki se določijo s podzakonskim aktom.
- Če delavka v času nosečnosti in ves čas, ko doji otroka, opravlja delo, pri katerem je izpostavljena dejavnikom tveganja, postopkom in delovnim pogojem, ki se podrobneje določijo s podzakonskim aktom, mora delodajalec sprejeti ustrezne ukrepe z začasno prilagoditvijo pogojev dela ali prilagoditvijo delovnega časa, če iz ocene tveganja izhaja nevarnost za njeno zdravje in zdravje otroka.
- Če delavka opravlja delo po prvem ali drugem odstavku tega člena, pa se z začasno prilagoditvijo pogojev dela ali prilagoditvijo delovnega časa ni možno izogniti nevarnosti za zdravje delavke ali zdravje otroka, mora delodajalec zagotoviti delavki opravljanje drugega ustreznega dela. Delavka je dolžna opravljati drugo ustrezno delo in ima pravico do plače, kot da bi opravljala svoje delo, če je to zanjo ugodnejše.
- Če delodajalec delavki ne zagotovi drugega ustreznega dela po prejšnjem odstavku, ji mora v času, ko je delavka iz tega razloga odsotna z dela, zagotoviti nadomestilo plače v skladu s prvim, drugim, sedmim in devetim odstavkom 137. člena tega zakona.
- Podzakonski akt, v katerem se podrobneje določijo dejavniki tveganja in delovni pogoji iz prvega odstavka tega člena, ter dejavniki tveganja, postopki in delovni pogoji iz drugega odstavka tega člena, izda minister, pristojen za delo, v soglasju z ministrom, pristojnim za zdravje.

#### Varstvo v času nosečnosti in starševstva v zvezi z nočnim in nadurnim delom[3]
- Delavcu, ki neguje otroka, starega do treh let, se lahko naloži opravljanje nadurnega dela ali dela ponoči samo z njegovim predhodnim pisnim soglasjem.
- Delavka v času nosečnosti in še eno leto po porodu oziroma ves čas, ko doji otroka, ne sme opravljati nadurnega dela ali dela ponoči, če iz ocene tveganja zaradi takega dela izhaja nevarnost za njeno zdravje ali zdravje otroka.
- Enemu od delavcev – staršev, ki neguje in varuje otroka, mlajšega od sedem let ali hudo bolnega otroka ali otroka, ki potrebuje posebno nego in varstvo v skladu s predpisi, ki urejajo družinske prejemke, in ki živi sam z otrokom, se sme naložiti, da opravlja nadurno delo ali delo ponoči, samo z njegovim predhodnim pisnim soglasjem.

#### Starševski dopust[3]
- Delodajalec je dolžan zagotavljati pravico do odsotnosti z dela ali krajšega delovnega časa delavcu zaradi izrabe starševskega dopusta, določenega z zakonom.
- Delavec je dolžan delodajalca obvestiti o začetku in načinu izrabe pravic iz prejšnjega odstavka v roku 30 dni pred začetkom izrabe pravic, razen če zakon, ki ureja starševski dopust, ne določa drugače.
- Po prenehanju starševskega dopusta mora delodajalec delavcu omogočiti, da začne opravljati delo pod pogoji iz pogodbe o zaposlitvi.
- Pravice, ki jih je delavec pridobil ali so se izboljšale med odsotnostjo z dela zaradi starševskega dopusta, delavec lahko uveljavi takoj, ko začne opravljati delo, če jih ni mogel uveljaviti med odsotnostjo, kar mu mora delodajalec omogočiti.

#### Nadomestilo plače[3]
Delavec, ki izrablja starševski dopust, ima pravico do nadomestila plače v skladu s predpisi, ki urejajo starševski dopust.

#### Pravica doječe matere[3]
- Delavka, ki doji otroka, ki še ni dopolnil 18 mesecev starosti, in dela s polnim delovnim časom, ima pravico do odmora za dojenje med delovnim časom, ki traja najmanj eno uro dnevno.
- Pravica do nadomestila plače za čas odmora po prejšnjem odstavku se uresničuje v skladu s predpisi, ki urejajo starševski dopust.

## VIRI
1. 1 2 3 4 5 6  Berdahl, Jennifer L.; Moon, Sue H. (1. junij 2013). »Workplace Mistreatment of Middle Class Workers Based on Sex, Parenthood, and Caregiving«. Journal of Social Issues (v angleščini). Zv. 69, št. 2. str. 341–366. doi:10.1111/josi.12018. ISSN 1540-4560.
2. 1 2 3  »PsycNET«. psycnet.apa.org (v angleščini). Pridobljeno 12. septembra 2017.
3. 1 2 3 4 5 6 7 8  »Zakon o delovnih razmerjih (ZDR-1)«. Ministrstvo za delo, družino in socialne zadeve. Pridobljeno 12. septembra 2017.